# آآپتوس سیلیاتا
آآپتوس سیلیاتا (نام علمی: Aaptos ciliata) نام یک گونه از رده اسفنج‌های شاخی است.